# Соломон и Савската царица
„Соломон и Савската царица“ (на английски: Solomon and Sheba) е американски епико- исторически филм от 1959 година с участието на Юл Бринър и Джина Лолобриджида. Сценарият е базиран на мотиви от библейските „Книги на Царете“ и „Книги на Хрониките“. Първоначално за изпълнител на главната роля е бил избран Тайрън Пауър, който по време на началните снимки в Мадрид, Испания неочаквано умира от сърдечен удар на 44- ри годишна възраст.

## Сюжет
При управлението на Цар Давид (Финли Къри), Израел е обединена и просперища държава, въпреки че е заобиколена от врагове, включително Египет и неговите съюзници. Застаряващият цар фаворитизира за свой наследник по-малкия си син Соломон (Юл Бринър), с което не е съгласен по-големия му брат, Адония (Джордж Сандърс), воин, който се провъзгласява за цар. Когато Давид научава за това, публично обявява Соломон за законен престолонаследник. Адония и неговия приближен генерал, Йоав (Джон Кроуфорд) се оттеглят с ярост, но по-късно Соломон предлага на брат си да оглави армията, прекрасно разбирайки, че той може да я използва срещу него.
Израел продължава да просперира и под управлението на Соломон. Савската царица (Джина Лолобриджида) заговорничи с фараона на Египет в опит да подкопае управлението на Соломон, решена да го съблазни и да въведе езичеството в Йерусалим. Соломон е истински омагьосан от нея и те заживяват заедно под предлог, че така сформират алианс между двете царства. Репутацията на царя е накърнена, но в същото време Савската царица наистина се влюбва в Соломон и започва искрено да съжалява за заговора, който е сътворила. Нещата излизат извън контрол когато Соломон позволява на Савската царица да проведе любовен фестивал, всъщност оргия, посветена на една езическа богиня, в сърцето на Израел. В резултат на божественото възмездие, мълния от небесата поразява олтара на Савската царица и разрушава новопостроения езически храм в Йерусалим, народа е обречен на глад. Соломон е публично изобличен от поданиците си, а първосвещеникът и пророк Натан (Уилям Девлин) се отрича от него.
Междувременно Адония, който е бил прогонен от брат си след опит за покушение, отива в Египет да сключи сделка с фараона. Ако той му предостави армия, Адония ще завладее Израел в полза на Египет, а самият той ще се възкачи на трона в Йерусалим като наместник. Соломон, изоставен от съюзниците си, събира малка армия и се отправя към столицата, за да предотврати опитите на брат си да се прави на цар. В същото време Савската царица, повярвала в могъществото на израелските богове, се моли греховете на Соломон да бъдат изкупени и той да си върне властта.
Преследван от изпратените да го довършат египтяни, Соломон крои отбранителен план. Той разполага остатъците от войската си на хълм, което кара враговете да се разгърнат в подстъпите. Израелтяните се разполагат обърнати с лице на изток и използват лъскавите си щитове, за да отразят светлината от изгряващото слънце в очите на египтяните. Заслепени, те не успяват да видят зеещата пропаст в подножието на хълма и при стремителното нападение цялата армия полита в бездната и намира своята гибел.
Междувременно, Адония, чийто опит за преврат е посрещнат хладно, се опитва да събуди жителите на Йерусалим, издавайки заповед, Савската царица да бъде убита с камъни. По време на този унизителен акт, в града триумфално се завръща Соломон. Адония атакува брат си, но пада поразен. От молитвата на Соломон, Савската царица чудодейно е излекувана от раните си. Той си възстановява властта, а Савската царица се завръща в родината си, носейки в утробата си наследника на израелския цар.

## В ролите
- Юл Бринър като Цар Соломон
- Джина Лолобриджида като Савската царица
- Мариса Паван като Авишаг
- Дейвид Фарар като фараона Сиамун
- Хари Андрюс като Балтор
- Джон Кроуфорд като Йоав
- Лоурънс Нейсмит като Хезрай
- Финли Къри като Цар Давид
- Джийн Андерсън като Такян
- Уилям Девлин като Натан
- Джак Гуилим като Йосая
- Хосе Нието като Ахаб
- Джордж Сандърс като Адония
- Маручи Фресно като Батшева
- Рамиел Пеня като Задок

## Продукция
Снимките на филма протичат при бюджет от 5 милиона долара, от 15 септември до средата на декември 1958 година в Мадрид и Валдеспартера, квартал на Сарагоса, Испания. Премиерата му е на 27 октомври 1959 година в „Астория Тиатър“, Лондон, Великобритания. Донася приходи от 12,2 милиона долара.

## Награди
- Второ място за наградата Бамби за най-добра международна актриса на Джина Лолобриджида от 1960 година.[1]